# Couepia canescens
Couepia canescens är en tvåhjärtbladig växtart som först beskrevs av Henry Allan Gleason, och fick sitt nu gällande namn av Ghillean `Iain' Tolmie Prance. Couepia canescens ingår i släktet Couepia och familjen Chrysobalanaceae. Inga underarter finns listade i Catalogue of Life.